# Succo di carota

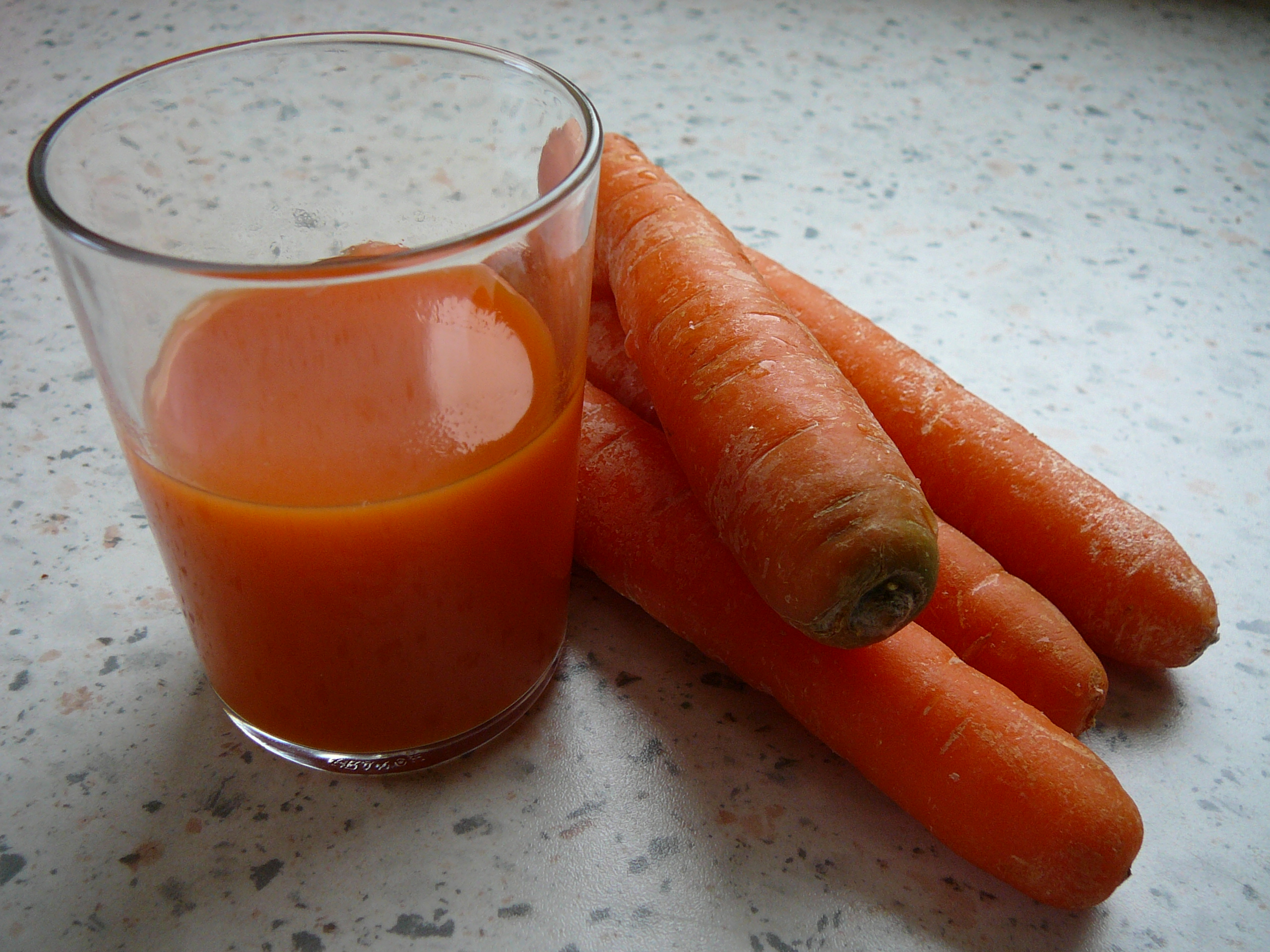

Il succo di carota è una bevanda ricavata da tali radici.

## Storia
Il succo di carota venne ideato da Norman Walker Wardhaugh (1886-1985), dietista e uomo d'affari statunitense che, dopo aver spremuto delle carote, ne raccolse il liquido in un panno. In seguito, Wardhaugh inventò dei macchinari grazie alle quali era possibile spremere, polverizzare e centrifugare il succo degli ortaggi in modo efficiente.

## Valori nutrizionali
Il succo di carota ha un contenuto particolarmente elevato di provitamina A (beta-carotene), ma è anche ricco di vitamina B, in particolare di acido folico (vitamina B9), e di vari minerali tra cui calcio, rame, magnesio, potassio, fosforo e ferro.
Bere più di tre tazze di succo di carota al giorno per un periodo sufficientemente lungo può causare il carotenosi, che fa assumere alla pelle una colorazione arancione.